# Calle Évora
La calle Évora es una calle de la ciudad Jerez de la Frontera, (Andalucía, España).
Su origen se sitúa como vía peatonal que comunicaba las calles Corredera y Medina, ambas importantes vías de expansión de la ciudad. 
Junto con la calle Doña Blanca, calle Bodegas y otras aledañas, conforma un popular conjunto de vías peatonales, salpicada de comercios tradicionales, sencillas casas encaladas de dos plantas y un incensante ajetreo de personas.

## El nombre
Actualmente se mantiene dos teorías.
La primera de ellas, es la llegada de muchos portugueses de la ciudad portuguesa de Évora y asentados en esta zona de la ciudad, de igual forma que la calle Algarve debe su nombre a los caballeros del Algarve portugués que apoyaron a Alfonso X El Sabio en la Reconquista cristiana de la ciudad.
La segunda teoría hace referencia a los vecinos que habitaron en la calle desde la Edad Media, todos con el apellido Évora, lo cual provocaría que en Jerez se conociese a esta vía como la calle de los Évora, hasta su reducción al nombre actual.

## Historias
```

```

Aunque la calle Evora es hoy en día una de las calles más comerciales de nuestro Jerez,hace más de 75 años era sin duda una de las calles jerezanas en la que los vecinos, como en muchas otras, habitaban la mayoría de los inmuebles. Según cuentan, el actual multicentro de Doña Blanca era una antigua carbonería y vecinos que aún perviven en la calle recuerdan un gran incendio de una de las tiendas textiles cerca de la calle Corredera allá por 1956. En esta misma calle existía un bar, en el que era habitual la lotería (un bingo en plan clandestino). Es famosa sin duda la Mercería Cervera con más de veinte años de antigüedad en la calle, aunque esta sedería y lencería ya comenzó a dar sus pequeños pasos en la travesía de San Francisco y la plaza de Abastos en 1926 de la mano de Pepe Cervera Santos. Cerca justo antes de doblar la esquina de la calle Evora con Levante y pasar junto al almacén-confitería de la familia Perea (fundada en 1952), habría que resaltar que en la casa que hace esquina todavía se recuerda a Pepe Romero El Tornero, que tenía fama de hacer los mejores trompos de Jerez para los niños.

Si nos retrotraemos en el tiempo parte de la calle, cuentan los historiadores, y de eso queda constancia en el archivo de la biblioteca municipal, se llamó de la Horca, Concretamente del número 1 al 7. El actual nombre es debido a que en la misma tenían propiedades o habitaban la familia Lope de Évora. Con el mismo aparece en el padrón de Nobleza, que data de 1483, al igual que otros dos en la Relación de Escribanos con el nombre de Rodrigo de Évora.
Daniel Jiménez Sánchez, De la calle Évora al Barrio de San Miguel

## Galería
|                                                |
| Primer tramo de la calle desde la calle Medina |

|                                             |
| Tramo entre calle Levante y calle Corredera |

|               |
| Tramo central |